# Tapisciaceae
Tapisciaceae é uma família de plantas com flor. No sistema APG II, de 2003, a família era colocada no grupo das eurosídeas II. Esta família é composta por dois géneros:
- Huertea
- Tapiscia

Esta família não existe na classificação clássica
O AP-Website coloca esta família na ordem Huerteales.

## Ligações enternas
- «Tapisciaceae» (em inglês). NCBI